# Stan (singel Gibbsa)
Stan – pierwszy singel polskiego rapera Gibbsa z jego drugiego albumu studyjnego, zatytułowanego Safe. Singel został wydany 25 lipca 2023.

## Geneza utworu i historia wydania
Utwór napisali i skomponowali Mateusz Przybylski, Mateusz Dec i Jonatan Chmielewski, którzy również odpowiadają za produkcję utworu.
Singel ukazał się w formacie digital download 25 lipca 2023 w Polsce za pośrednictwem wytwórni płytowej DopeHouse w dystrybucji Warner Music Poland. Piosenka została umieszczona na drugim albumie studyjnym Gibbsa – Safe.

## Teledysk
Do utworu powstał teledysk zrealizowany przez Distort Media i Kawabandcrew, który udostępniono w dniu premiery singla za pośrednictwem serwisu YouTube.

## Lista utworów
- Digital download[2]

1. „Stan” – 3:01

## Notowania
| Kraj   | Lista (2023)             | Najwyższa pozycja |
| ------ | ------------------------ | ----------------- |
| Polska | Billboard Poland Songs   | 2                 |
| Polska | OLiS – single w streamie | 2                 |

| Kraj   | Lista (2023)             | Pozycja |
| ------ | ------------------------ | ------- |
| Polska | OLiS – single w streamie | 9       |
| Polska | Lista (2024)             | Pozycja |
| Polska | OLiS – single w streamie | 19      |